# Gospodar rata
Gospodar rata (eng. Lord of War) je film redatelja i scenarista Andrewa Niccola iz 2005. s Nicolasom Cageom koji glumi antijunaka, prodavača ilegalnog oružja.

## Radnja
Film počinje s Yurijem Orlovom (Nicolas Cage) koji stoji u hrpi ispražnjenih čahura. Okreće se prema kameri, nasmiješi se i kaže: "U svijetu ima preko 550 milijuna komada oružja. To je jedan komad na svakog dvanaestog čovjeka na planeti. Jedino pitanje je: Kako naoružati ostalih jedanaest?" Uvodna špica opisuje "život" metka: od proizvodnje u Odesi, Ukrajina, do raznih oružja koja se prodaju u afričkom sukobu, a završava u glavi mladog afričkog dječaka, iz spremnika kalašnjikova.
Ostatak filma prepričan je kroz flashback, počevši 1982. i završetkom uvodne scene.
Yuri Orlov kao pripovjedač opisuje kako je postao prodavač oružja. Yuri i njegova obitelj došli su u Sjedinjene Države iz Ukrajine kad je on bio dječak. Živjeli su u "Maloj Odessi", ruskoj zajednici u Brooklynu u New Yorku. Njegova obitelj pretvarala se da je židovska kako bi lakše mogla pobjeći od Sovjeta. U Americi su otvorili restoran, koji je koristan, "jer će ljudi uvijek morati jesti", a njegov brat Vitalij je kuhar. Nakon što Yuri ugleda šefa ruske mafije kako ubija dvojicu potencijalnih ubojica, odlučuje se baviti drugom profesijom: oružjem. Odlazi u sinagogu sa svojim ocem, "ali se ne približava Bogu". Tada upoznaje Elija, svoga prvog dobavljača i obavlja prvu prodaju dvojici muškaraca u motelskoj sobi.
Nakon toga sklapa partnerstvo sa svojim bratom Vitalijem (Jared Leto), ali je očito da Vitalija peče savjest zbog posla. Prije nego što započinje ozbiljnu karijeru, na sajmu oružja prilazi Simeonu Weiszu (Ian Holm), vremešnom prodavaču oružja, s poslovnim prijedlogom. Weisz ga odbija, uzevši ga za amatera. Kaže Yuriju da ne prodaje samo oružje, nego bira i strane u ratovima; Yuri je zbunjen jer je Simeon prodao oružje objema stranama u ratu Irana i Iraka. Simeon mu kaže da želi da obje strane izgube. Yuri zadržava svoje višestruke identitete i papire u sigurnosnom kontejneru. Počinje malim poslom i počinje prodavati izraelske uzije i M-16 puške koje je američka vojska ostavila nakon Libanonskog rata 1982. Prodaje ih objema stranama u ratu; Izraelci proizvode oružje za kupce muslimane, fašistima prodaje metke koje su proizveli komunisti, ali se ne svrstava ni na jednu stranu. Kaže da nije htio prodati Osami bin Ladenu, ne iz moralnih razloga, nego jer su tada njegovi čekovi uvijek bili bez pokrića. Podmićuje američku vojsku da zažmiri na prodaju njihova starog oružja, preko kontakta, pukovnika Southerna. Pukovnikovo lice se nikada ne vidi, ali zato jesu njegova odličja i činovi, a Yuri kaže da su "mita" za njihove "privatne ratove". Dok mu raste reputacija, Yuri (kao pripovjedač) govori o svom drugom incidentu s Jackom Valentineom (Ethan Hawke), agentom Interpola kojeg ne može podmititi, rijetkog poštenog policajca. Yuri kaže, "Iako je znao da kršim zakon, ne bi ga prekršio sam..." U filmu se prvi put susreću na brodu Kristol, na kojem Yuri krijumčari pošiljku oružja, uključujući kalašnjikove. Prima poziv da su ga vlasti otkrile; mijenja ime broda u Kono (ime provincije u Sierra Leoneu bogate dijamantima), i koristi francusku zastavu koju postavlja poprijeko da izgleda kao nizozemska, dok prvi susret s Valentineom glatko prolazi u Orlovljevu korist. Yuri se pokazuje kao jako inteligentan čovjek, tečno govori nekoliko stranih jezika i zna mnogo o političkoj i gospodarskoj situaciji u svijetu.
Vitalija počinju mučiti ubojstva koja su počinjena ovim oružjem. Nakon jedne od njihovih transakcija, Yuri i Vitalij se saginju iza kamenog zida nakon što su počeli pucati na njih. Vitalij pogleda kroz rupu u zidu i ugleda gdje vojnik postrojava dječaka kojeg će ubiti. Razmišlja da ubije vojnika, ali ga Yuri zaustavlja rekavši mu da to nije njihova borba. Tijekom svog posljednjeg posla s bolivijskim narko-bossom, Yuriju plaćaju u kokainu umjesto u gotovini. Nakon što je prigovorio, mušterija kaže Yuriju da je kokain bolji od novca jer ga može prodati za duplo više od onoga što traži, ali Yuri kaže da ga ne želi i biva pogođen nakon užarene razmjene. Naprasito pristaje na dogovor i odlazi u taksiju napunjenom kokainom. Vitalij nije siguran što da učini sljedeće i upita Yurija što da radi. Yuri odgovara, "Slavimo." Obojica završavaju šmrkajući kokain, ali Vitalij postaje ovisan, a Yuri ga odvodi u rehabilitacijski centar. Yuri kaže da je mušterija bila u pravu, da je od kokaina dobio više nego što je tražio za oružje. Od tada, Yurijev posao postaje samo njegov jer mu je brat na odvikavanju. Ubrzo nakon ove epizode, počinje hodati s Avom Fontaine (Bridget Moynahan), koja je na početku filma na paradi prikazana kao "Miss Long Islanda". Ona je sada model, a Yuri počinje nekontrolirano trošiti novac samo da bi je upoznao. Rezervira lažno snimanje u St. Bartu, gdje praktički kupuje cijelo ljetovalište, samo za nju i sebe. Na navodno svom avionu (unajmljuje ga i daje jednom od članova posade da napiše njegovo ime na njemu) se pretvara da ne zna tko je ona i odglumi iznenađenje nakon što ju je vidio u časopisu. Počinje razgovor, a on joj kaže da je iz Brooklyna, a ona njemu da je iz Williamsburga (četvrt u Brooklynu). Na kraju se vjenčaju, a na dan njihova vjenčanja, Ava gleda u ogrlicu u kojoj stoje fotografije njezinih majke i oca. Kaže Yuriju da zna da on nije to za što se predstavlja, ili sve to što je rekao da jest. Ipak, kaže mu da neće postavljati puno pitanja, a većim dijelom ona zatvara oči sve do trenutka kad se s tim mora suočiti. Useljavaju se u stan u Central Park Westu, Manhattan i kasnije dobivaju sina, Nikkija. Ava se kasnije počinje baviti s nekoliko karijera, kao glumica, umjetnica (Yuri potajno kupuje jednu njezinu sliku), ali to joj ne polazi za rukom. Vitalij odlazi na rehabilitaciju i izlazi iz nje, ali se neprestano vraća. Yuri mu daje zadnju liniju kokaina prije odlaska u rehabilitacijski centar. Tijekom Božića, Vitalij dovodi djevojku koja se čini drogirana, a Yuri je izbacuje iz svog stana nakon što joj je dao nešto novca. Vitalij u kuhinji upita Yurija znali Ava čime se bavi, a ovaj mu odgovara da ona ne postavlja pitanja. Nakon toga Yuri upita Vitalija "zašto" i počinje ponavljati pitanje. Misli na to zašto se Vitalij navukao na kokain, a Vitalij mu kaže da ni sam ne zna.
Posao mu je još relativno malen, ali Yuriju se otvara prilika padom Sovjetskog Saveza. Odlazi u Ukrajinu nakon što je na televiziji vidio Gorbačovljevu ostavku na Božić 1991. Kontaktira svog strica, Dmitrija, generala bivše sovjetske vojske, i počinje kupovati njegove tenkove i kalašnjikove kako bi povećao svoje zalihe. Međutim, Yuri nije jedini koji pokušava zaraditi na tome. Weisz pokušava sklopiti posao s Yurijem i Dmitrijem, ali ga obojica odbijaju; Yuri zbog ranije uvrede, a Dmitri zbog lojalnosti koju se ne može kupiti. Ubrzo nakon toga, opet nalijeće na agenta Valentinea dok pokušava sklopiti posao izvoza sovjetskog vojnog helikoptera. Srećom po njega, mladi mehaničar sovjetske vojske uspijeva ukloniti rakete tik prije Valentineovog dolaska pa je ovaj opet prisiljen pustiti Yurija.
Dmitri je ubijen u auto-bombi koja je bila namijenjena Yuriju. Ubojstvo je naručio Weisz. Yuri počinje prodavati oružje liberijskom diktatoru Andreu Baptisteu. Baptiste, zadovoljan poslom, proglašava Yurija "Gospodarem rata", te im kaže da nema novca, ali ima "kamenja". Stavlja na stol pred Yurija čiste afričke dijamante. U međuvremenu, Jack Valentine nastavlja goniti Yurija, uvjeren da će se ovaj ipak poskliznuti. Počinje pretraživati smeće pred Orlovljevom kućom, gdje njega i njegove ljude primjećuje Ava. Naziva Yurija, a on joj odvraća kako to nije ništa, što ona prihvaća, iako nije uvjerena. Nakon što je pomno pregledao pregledao kontejner pun Yurijevih poderanih dokumenata, Valentine otkriva da Yuri sprema pošiljku za Sierra Leone i presreće Yurijev teretni avion. Yuri upućuje pilota da sleti na prašnjavu cestu u selu, znajući da lovac koji ga progoni neće moći ondje sletjeti. Avion se spušta bez većih poteškoća, a kako bi skrio dokaze, cijelu pošiljku daje afričkim seljacima. Nakon što Jack Valentine konačno stiže, Yuri (kao pripovjedač) kaže, "Više oružja možete pronaći u avionu punom kvekera." Valentine ga zarobljava na 24 sata (što je maksimalni period u kojem se zatvorenik može držati bez optužbe), nakon čega ga je prisiljen pustiti. Yuri, ostavljen nečuvan, s lisicama, gleda kako lokalno stanovništvo skida dijelove s aviona. Na jednom od njegovih susreta s Baptisteom, ovaj kaže Yuriju da su ljudi licemjeri jer ga optužuju za namještanje izbora u trećem svijetu kao što je Afrika i pokazuje mu naslovnicu novina o odluci američkog Vrhovnog suda o američkim predsjedničkim izborima 2000.
Yuri je sada već uspostavio vrlo dobre odnose s Baptisteom, ali biva užasnut nakon što ovaj zarobljava Weisza kao "dar". Baptiste poziva Yurija da ubije Weisza. Nakon što Yuri odbija, Baptiste uzima pištolj i polako povlači otponac. Yuri može reći "stani" u svakom trenutku, ali to kaže tek nakon pucnja. Nakon što nije spriječio Weiszovo ubojstvo, Yuri odlazi u hotel i bar, vlasništvo Baptistea, i počne razgovarati s barmenom. Barmen mu ponudi kombinaciju baruta i kokaina. Nakon što je ušmrkao dozu, Yuri odlazi u grad i počinje halucinirati. Suprotstavlja mu se jednoruka djevojka, Weiszova utvara i dvojica čuvara. Počinje dolaziti k sebi i ugleda afričku prostitutku na sebi, kako mu vadi novac iz lisnice. Ne brine oko toga već jesu li vodili ljubav, jer je prije odbio atraktivne afričke djevojke zbog straha od AIDS-a. Prostitutka govori francuski, a Yuri je na francuskom upita ima li AIDS. Ona mu ne odgovara.
Jack nastavlja pratiti Orlova, ali jednog dana otkriva Avi da je Yuri prodavač oružja. U prvi tren ona nastavlja zatvarati oči, ali tada joj Valentine pokaže novine u kojima piše kako su u svojoj kući ubijeni njeni roditelji. Kaže Avi da su joj roditelji ubijeni oružjem koje su ubojice nabavili od ljudi kao što je njezin muž. Ava se posvađa s Yurijem oko njegova posla; on joj obeća da će prestati. Počinje sa zakonskim poslovima u vezi eksploatacije dobara siromašnih zemalja, ali prigovara da su zarade male, a konkurencija velika. Šest mjeseci poslije, Baptiste i njegov sin dolaze u posjet Yuriju (na putu u Sjedište Ujedinjenih naroda na mirovne pregovore). Međutim, žele vidjeti i Yurija kako bi nabavili još oružja, a kad im Orlov kaže da se počeo baviti legalnim poslovima, Baptiste ga pridobiva velikim dijamantom. Yuri sa sobom povede i Vitalija, jer nikom drugom ne vjeruje. Vitalij mu kaže da je čist i da ima djevojku, ali ga Yuri uspijeva nagovoriti da ipak pođe s njim. Kupci su iz Sierra Leonea, gdje se Baptiste nada pomoći nasilnim pobunjenicima Revolucionarne ujedinjene fronte. No, tijekom posla, Vitalij postaje uznemiren: ugleda muškarce kako ubijaju majku i dijete u obližnjem selu s nenaoružanim civilima i kaže Yuriju da će njihovi kupci pobiti sve seljane čim im prodaju oružje. Počinje nagovarati Yurija da otkaže pošiljku. Yuri mu opet kaže da to nije njihova borba i pokuša ga uvjeriti da će netko drugi prodati oružje ako to ne budu oni; osim toga, i njih dvojica će biti ubijena ako pokušaju otkazati posao. Vitalij odglumi da se slaže. Međutim, uzima dvije granate, uništava pola njihove pošiljkem i ubija Baptisteova sina prije nego čuvari ubijaju njega. Yuri dobiva samo pola dijamanata zbog uništene robe, ali iako je uzrujan zbog bratove smrti, nastavlja sa svojim poslom.
Yuri prevozi bratovo tijelo natrag u SAD sa sobom. Plaća liječniku u Monroviji 20 dolara da ukloni olovo iz bratova tijela i krivotvori osmrtnicu, ali jedan metak ostaje i Yurija zaustavlja carina. U međuvremenu, dok ju je pratio Valentine, Ava pronalazi Yurijev sigurnosni kontejner, konačno pronašavši dokaze o Yurijevoj krivnji. Uzima sina i napušta ga. Nakon što je nazvao roditelje, majka mu kaže, "Oba moja sina su mrtva", dajući mu na znanje da su ga se odrekli. Valentine zadržava Yurija i kaže mu da ga čeka duga zatvorska kazna. Yuri ga zamoli za novine koje ima i nonšalantno ih počinje listati. Tada sebe proglašava "nužnim zlom" i pokazuje članke o ubojstvima na Srednjem istoku. Kaže Valentineu da će ubrzo netko pokucati na vrata, i da će mu ta nadređena osoba čestitati, da će dobiti promociju, ali će Valentineu biti naređeno da ga pusti jer je jedan od njegovih mušterija sami predsjednik; bilo bi sramotno da su predsjednikovi otisci prstiju na jednom od njegovih prodanih pištolja. Yuri mu objašnjava da predsjednik proda više oružja u danu nego on u godinu dana, sugerirajući o upletenosti Sjedinjenih Država u prodaji oružja u zemljama zahvaćenim ratom. Yurija pušta visoki američki vojni časnik zvan "Pukovnik Oliver Southern", igra riječima od imena stvarnog pukovnika Olivera Northa.
Ponovno slobodan čovjek, sada bez obitelji, bez krivnje se vraća prodaji oružja. Film završava rečenicom da je "temeljen na stvarnim događajima". Mnogi vjeruju da je lik Yurija Orlova temeljen na Viktoru Boutu i Arkadiju Gaydamaku. Dok se prodavači oružja kao što je Yuri Orlov i dalje bogate, SAD, Ujedinjeno Kraljevstvo, Francuska, Rusija i Kina (pet stalnih članica Vijeća sigurnosti Ujedinjenih naroda) su svjetski vodeći proizvođači oružja.

## Reakcije

### Kritike
Film na Rotten Tomatoes ima 61 % pozitivnih kritika, a iako je hvaljen od strane mnogih kritičara, film je samo pohvaljen od Nacionalnog udruženja kritičara.

### Zarada
Film je u prvom vikendu zaradio 9.390.144 dolara. Nakon sedam tjedana zarada se popela na 24 milijuna na domaćem tržištu, i 48,5 milijuna u ostatku svijeta. S obzirom na budžet od 50 milijuna, film se smatra osrednjim komercijalnim uspjehom.

## Glavne uloge
- Nicolas Cage - Yuri Orlov
- Bridget Moynahan - Ava Fontaine Orlov
- Jared Leto - Vitalij Orlov
- Ethan Hawke - Jack Valentine
- Eamonn Walker - André Baptiste stariji
- Sammi Rotibi - André Baptiste mlađi
- Ian Holm - Simeon Weisz

## Vanjske poveznice
- Službena stranica
- Gospodar rata u internetskoj bazi filmova IMDb-a
- Gospodar rata na Rotten Tomatoes
- Gospodar rata na Box Office Mojo